# Thiallela rhodoptila
Thiallela rhodoptila is een vlinder uit de familie van de snuitmotten (Pyralidae). De wetenschappelijke naam van de soort is voor het eerst geldig gepubliceerd in 1932 door Meyrick.